# Matt Toomua

a Compétitions nationales et continentales officielles uniquement.

b Matchs officiels uniquement.
Dernière mise à jour le 23 septembre 2023.
Matt Toomua, né le 2 janvier 1990 à Melbourne dans l'État de Victoria, est un joueur de rugby à XV australien. Il évolue au poste de demi d'ouverture ou de centre. International australien, il remporte le Rugby Championship 2015 puis s'incline en finale de la coupe du monde 2015. Il évolue avec le club anglais des Mitsubishi Dynaboars.

## Carrière
Bien que né à Melbourne dans l'État de Victoria, Matt Toomua déménage très jeune à Brisbane dans le Queensland et fait ses premiers pas de joueurs au sein du club de Logan City avant d'intégrer les rangs de la célèbre Queensland’s Brisbane State High School. Il est le second joueur de l'histoire des Brumbies à signer un contrat à sa sortie du lycée, sans avoir au préalable joué pour un club. Considéré comme un ouvreur-buteur possédant un fort potentiel, il est en concurrence dans sa catégorie d'âge avec Quade Cooper et Kurtley Beale. 

Profitant du départ de Stephen Larkham, il est titularisé à plusieurs reprises en concurrence avec Christian Lealiifano. À la fin du Shute Shield 2009 il est signé par la Western Province en Currie Cup avec qui il jouera les quatre dernières rencontres de la saison. La blessure de Berrick Barnes lui offre sa première convocation par Robbie Deans, et il rejoint ainsi les Wallabies pour la tournée d'automne 2009.
En 2016, il rejoint le club anglais des Leicester Tigers en Premiership.
À la fin de la 2017-2018, il est nommé dans l'équipe type de Premiership.
Afin de retrouver la sélection nationale, il signe un contrat de deux saisons et demie avec la franchise des Melbourne Rebels en Super Rugby, qu'il rejoint en mai 2019.

## Palmarès

### En franchise
- Brumbies
  - Finaliste du Super Rugby en 2013

### Distinctions personnelles
- Membre de l'équipe type du Championnat d'Angleterre en 2018

## Statistiques
Au 7 septembre 2019, Matt Toomua compte 47 sélections avec les Wallabies, depuis le 17 août 2013 à Sydney face à la Nouvelle-Zélande. Il inscrit 6 essais, 5 pénalités et 11 transformations, pour un total de 67 points.
Parmi ces sélections, il compte 22 sélections en Rugby Championship.
Il joue une édition de la coupe du monde, disputant six des sept matchs de son équipe lors de l'édition 2015, dont seulement un match comme titulaire, face aux Fidji, l'Uruguay, l'Angleterre, le pays de Galles, l'Argentine et la Nouvelle-Zélande. Il inscrit 5 points (un essai).